# Mats Pettersson (journalist)
Mats Pettersson, född 26 januari 1950 i Stockholm, är en svensk TV-producent och sportchef. Mats Pettersson var sportchef på TV4 mellan 1992 och 2003 och från 2003 fram till 2014 sporträttighetsansvarig. Tidigare har han bland annat varit OB-producent på SVT tv-sporten mellan 1981 och 1990.

## Biografi och karriär
TV-karriären startade 1974 med ett sommarvikariat på SVT tv-sporten som scripta som efter vikariatet övergick i en fast anställning. 1981 behövde tv-sporten utöka sin OB-producentsida (på den tiden 2 tjänster bemannade av Georgios Karageorgiou och Lennart Jelbe) med  ytterligare en person och det blev Mats Pettersson. 1990 värvades han till TV4 av Ingmar Leijonborg (gm. Bengt Magnusson) 2 veckor före premiären 15 sept. 1990 som producent/projektansvarig för sport.
1992 utsågs han till sportchef av dåvarande VD Björn Nordstrand och arbetade som det fram till 2003. Under åren som sportchef på TV4 startade Mats Pettersson bland annat dagliga sportnyhetssändningar med premiär den 5 september 1994. Efter 26 år med Premier League i SVT tog TV4 över rättigheterna inför säsongen 1995/1996 och döpte om programmet från Tipsextra till Tipslördag. Handbollen blev ett TV4-varumärke med start med handbolls-EM i Portugal 1994 som sedan följdes av ytterligare mästerskap (VM, EM och OS-turneringar). TV4 och SVT inledde samarbeten kring fotbolls-VM och -EM med start VM 1998.
Efter tiden som sportchef blev han sporträttighetsansvarig för TV4-gruppen och arbetade med det fram till sin pensionering 2014.